# International Container Terminal Services
A International Container Terminal Services, Inc. (ICTSI), é um conglomerado multinacional com sede em Manila, capital das Filipinas, com foco em operações portuárias. Foi fundada em dezembro de 1987, com o objetivo de atuar no terminal portuário de Manila. A empresa hoje afirma gerenciar 33 terminais portuários em 20 países, sendo responsável por empregar mais de 11.000 trabalhadores.
No Brasil, a empresa é responsável pela operação do Rio Brasil Terminal, no Porto do Rio de Janeiro, e pelo terminal Tecon Suape, no Porto de Suape, em Pernambuco.
Recentemente, o grupo ICTSI participou do leilão judicial de parte da área do Estaleiro Atlântico Sul, também localizado no Porto de Suape, mas não logrou êxito com a sua oferta.